# Anne Smith (athlétisme)
Pour les articles homonymes, voir Anne Smith (homonymie) et Smith.
Anne Rosemary Smith (née le 31 août 1941 à Amersham et morte le 9 novembre 1993 à Londres) est une athlète britannique, spécialiste des courses de demi-fond et ancienne détentrice du record du monde du 1 500 m.

## Biographie
Finaliste du 800 m lors des Jeux olympiques de 1964 à Tokyo, elle remporte la médaille de bronze du 880 yards lors des Jeux du Commonwealth de 1966.
Elle est la première détentrice du record du monde du 1 500 m avec son temps de 4 min 17 s 3 établi le 3 juin 1967 à Chiswick.

### Palmarès
| Date | Compétition          | Lieu     | Résultat | Épreuve   | Performance |
| ---- | -------------------- | -------- | -------- | --------- | ----------- |
| 1964 | Jeux olympiques      | Tokyo    | 8e       | 800 m     | 2 min 5 s 8 |
| 1966 | Jeux du Commonwealth | Kingston | 3e       | 880 yards | 2 min 5 s 0 |

### Records
| Épreuve | Performance  | Lieu     | Date        |
| ------- | ------------ | -------- | ----------- |
| 1 500 m | 4 min 17 s 3 | Chiswick | 3 juin 1967 |